# Orthocladius bergensis
Orthocladius bergensis är en tvåvingeart som beskrevs av Freeman 1953. Orthocladius bergensis ingår i släktet Orthocladius och familjen fjädermyggor. Inga underarter finns listade i Catalogue of Life.